# Изборна скупштина САНУ 2006.
Изборна Скупштина за избор нових чланова Српске академије наука и уметности (САНУ) одржана је 2. новембра 2006. у Београду, у свечаној сали зграде САНУ са почетком у 10 часова. Од 112 кандидата изабрано је 11 редовних, 13 дописних, четири ван радног састава и 21 иностраних чланова.

## О изборној Скупштини
Српска академија наука и уметности основана је 1. новембра 1886. Првих 16. академика поставио је указом краљ Милан Обреновић 5. априла 1887, а затим су нове чланове бирали сами академици на својим изборним скупштинама.
Овим изборним скупштинама Академија се обнављала и подмлађивала, и у томе је њихов велики значај. Према Статуту из 1988. изборна Скупштина се одржава сваке треће године. У овом чланку налазе се информације о резултатима изборне скупштине одржане 2. новембра 2006, посебно за редовне, дописне, чланове ван радног састава и иностране чланове. Скупштина је одржана са почетком у 10 часова у свечаној сали САНУ. За информације о осталим изборним скупштинама погледајте Изборне скупштине САНУ (претходна је одржана 2003. а следећа се очекује 2009).
Председник Академије Никола Хајдин рекао је отварајући Скупштину да од укупно 151 члана њих 138 има право гласа јер преосталих 13 (осам редовних и пет дописних) нису више од годину дана учествовали у раду Академије (због болести). Према Статуту за избор редовног члана мора да гласа један више од половине редовних чланова с правом гласа, а за остале три категорије један више од половине редовних и дописних чланова с правом гласа. Хајдин је прецизирао да то значи да је за избор редовног члана потребно 45 гласова, а у остале категорије чланства 70 гласова.
На овој изборној Скупштини гласало је 126 од 138 академика који имају право гласа, 78 редовних и 48 дописних. Највише гласова освојио је британски драмски писац Харолд Пинтер и то 111. Међу домаћим члановима највише је освојио (92 гласа) Градимир Миловановић, ректор Универзитета у Нишу, у избору за дописног члана. Књижевница Светлана Велмар-Јанковић у избору за дописног члана освојила је 73 гласа. Од свих предложених за редовне чланове једино нису изабрани Војислав Становчић (43 гласа) и Сава Перовић (39 гл.) који нису сакупили потребних 45 гласова. Председник изборне комисије био је академик Владан Ђорђевић.
На овој изборној скупштини од 112 кандидата изабрано је 49 нових чланова и то 11 редовних, 13 дописних, четири ван радног састава и 21 иностраних. Ради прегледности информације су разврстане према одељењима, којих је осам. Пре ове Скупштине радни састав САНУ бројао је 151 члана, од чега је 96 редовних а 55 дописних, а после ове Скупштине радни састав САНУ броји 164 члана, од чега је 107 редовних а 57 дописних (у неким медијима број дописних чланова је представљен као 68 занемарујући да је 11 редовних чланова избором престало да буду дописни чланови).

## Резултати
| Име и презиме     | Год. рођења и смрти | Професија           | Одељење                                   |
| ----------------- | ------------------- | ------------------- | ----------------------------------------- |
| Никола Коњевић    | 1940.               | физичар             | одељење за математику, физику и гео-науке |
| Марко Ерцеговац   | 1937-2012           | геолог              | одељење за математику, физику и гео-науке |
| Живорад Чековић   | 1934.               | хемичар             | одељење хемијских и биолошких наука       |
| Бошко Д. Петровић | 1926-2019           | инжењер грађевине   | одељење техничких наука                   |
| Антоније Ђорђевић | 1952.               | инж. електротехнике | одељење техничких наука                   |
| Богдан Ђуричић    | 1950-2008           | биохемичар          | одељење медицинских наука                 |
| Владимир Костић   | 1953.               | неуролог            | одељење медицинских наука                 |
| Милосав Тешић     | 1947.               | песник              | одељење језика и књижевности              |
| Милош Благојевић  | 1930-2012           | историчар           | одељење историјских наука                 |
| Динко Давидов     | 1930-2019           | историчар уметности | одељење историјских наука                 |
| Никола Јанковић   | 1926-2017           | вајар               | одељење ликовне и музичке уметности       |

| Име и презиме            | Год. рођења и смрти | Професија           | Одељење                                   |
| ------------------------ | ------------------- | ------------------- | ----------------------------------------- |
| Милан Дамњановић         | 1953.               | физичар             | одељење за математику, физику и гео-науке |
| Градимир Миловановић     | 1948.               | математичар         | одељење за математику, физику и гео-науке |
| Владимир Стевановић      | 1947-2024           | фитоеколог          | одељење хемијских и биолошких наука       |
| Богдан Шолаја            | 1951.               | хемичар             | одељење хемијских и биолошких наука       |
| Зоран В. Поповић         | 1952.               | инж. електротехнике | одељење техничких наука                   |
| Војислав Лековић         | 1949.               | парадонтолог        | одељење медицинских наука                 |
| Предраг Пешко            | 1955.               | хирург              | одељење медицинских наука                 |
| Небојша Лалић            | 1958.               | ендокринолог        | одељење медицинских наука                 |
| Светлана Велмар-Јанковић | 1933-2014           | књижевница          | одељење језика и књижевности              |
| Мирјана Живојиновић      | 1938.               | византолог          | одељење историјских наука                 |
| Драгољуб Живојиновић     | 1934-2016           | историчар           | одељење историјских наука                 |
| Исидора Жебељан          | 1967-2020           | композиторка        | одељење ликовне и музичке уметности       |
| Бранислав Митровић       | 1948.               | архитекта           | одељење ликовне и музичке уметности       |

| Име и презиме           | Год. рођења и смрти | Професија     | Одељење                                   |
| ----------------------- | ------------------- | ------------- | ----------------------------------------- |
| Немања Калопер          | 1963.               | физичар       | одељење за математику, физику и гео-науке |
| Дражен Зимоњић          | 1950.               | цитогенетичар | одељење хемијских и биолошких наука       |
| Давид Албахари          | 1948-2023           | књижевник     | одељење језика и књижевности              |
| Јелена Милојковић-Ђурић | 1931-2019           | историчар     | одељење историјских наука                 |

| Име и презиме                | Год. р. и с. | Професија           | Одељење                                   |
| ---------------------------- | ------------ | ------------------- | ----------------------------------------- |
| Андре Берже                  | 1942.        | метеоролог          | одељење за математику, физику и гео-науке |
| Диониђи Галето               | 1932-2011    | механичар           | одељење за математику, физику и гео-науке |
| Игор Ростиславович Шафаревич | 1923-2017    | математичар         | одељење за математику, физику и гео-науке |
| Антон Цајлингер              | 1945.        | физичар             | одељење за математику, физику и гео-науке |
| Борислав Богдановић          | 1934-2010    | хемичар             | одељење хемијских и биолошких наука       |
| Пол Грингард                 | 1925-2019    | молекуларни биолог  | одељење хемијских и биолошких наука       |
| Инго Милер                   | 1936.        | инж. термодинамике  | одељење техничких наука                   |
| Зоја Поповић                 | 1962.        | инж. електротехнике | одељење техничких наука                   |
| Антонио Коломбо              | 1950.        | кардиолог           | одељење медицинских наука                 |
| Ђерђ Конрад                  | 1933-2019    | књижевник           | одељење језика и књижевности              |
| Харолд Пинтер                | 1930-2008    | књижевник           | одељење језика и књижевности              |
| Влада Урошевић               | 1934.        | књижевник           | одељење језика и књижевности              |
| Аксинија Џурова              | 1942.        | византолог          | одељење језика и књижевности              |
| Габријела Шуберт             | 1943.        | слависта            | одељење језика и књижевности              |
| Манфред Јенихен              | 1933-2019    | слависта            | одељење језика и књижевности              |
| Герхард Невекловски          | 1941.        | слависта            | одељење језика и књижевности              |
| Масајуки Ивата               | 1938.        | економиста          | одељење друштвених наука                  |
| Јелена Јуревна Гускова       | 1949.        | историчар           | одељење историјских наука                 |
| Карлхајнц Дешнер             | 1924-2014    | историчар           | одељење историјских наука                 |
| Панајотис Вокотопулос        | 1930.        | византолог          | одељење историјских наука                 |
| Ангелики Лаију               | 1941-2008    | византолог          | одељење историјских наука                 |

## Кандидати који нису изабрани
Од укупно 112 кандидата који су бирани на овој изборној Скупштини, њих 63 није изабрано у предложени статус. Уз сваког предложеног кандидата стајало је да ли је добио подршку матичног Одељења. На овој изборној Скупштини није изабран ниједан предложени кандидат који је био без подршке Одељења.
За редовне чланове су предложени а нису изабрани из Одељења медицинских наука Сава Перовић који је имао подршку Одељења, затим из Одељења друштвених наука САНУ предложен је правник и политиколог Војислав Становчић, без подршке Одељења.
За дописне чланове су предложени а нису изабрани следећи кандидати: 
- Одељења за математику, физику и гео-науке: геолог Милан Судар, астроном Зоран Кнежевић, без подршке Одељења били су кандидати математичар Љубомир Ћирић и физичари Миљко Сатарић и Драгослав Петровић.
- Одељење хемијских и биолошких наука: Славко Ментус (физичка хемија), кандидати за дописне чланове без подршке Одељења су Љубиша Тописировић (биохемија), Миленко Плавшић (хемија и технологија), Ратко Лазаревић (селекција животиња), Константин Попов (хемијска технологија), Тимотеј Чобић (селекција биљака), Маријана Царић (технологија – прехрамбена индустрија) и Павле Премовић (физичка хемија и геохемија).
- Одељење техничких наука: без подршке Одељења предложени су Душан Теодоровић (саобраћај), Слободан Вујић (рударство), Милош Којић (машинство) и Ливија Цветићанин (машинство).
- Одељења медицинских наука: без подршке Одељења били су кандидати Невенка Рончевић, Спасоје Петковић, Небојша Радуновић, Марија Јанчић-Згурицас, Душица Лечић Тошевски, Марко Бумбаширевић, Предраг Ђорђевић, Павле Миленковић, Милан Јокановић, Вујадин Мујовић, Обрад Зелић, Зоран Кривокапић, Томислав Ђокић, Александар Љубић, Радмило Рончевић, Милутин Петровић, Чедомир Русов, Саво Бојовић, Душан Поповац и Драгољуб Слијепчевић.
- Одељење језика и књижевности: филолог и германиста Слободан Грубачић, књижевник Горан Петровић, теоретичар књижевности Новица Петковић, књижевник Рајко Петров Ного, од огранка САНУ у Новом Саду књижевник Миро Вуксановић, а без подршке Одељења предложени су: књижевник Мирослав Јосић Вишњић и театролог Петар Зец.
- Одељење друштвених наука: филозоф Богољуб Шијаковић, економиста Оскар Ковач, социолог Милован Митровић, од огранка САНУ у Новом Саду правник Момчило Грубач, а без подршке Одељења предложени су географ Бранислав Ђурђев, теолог и филозоф Димитрије Калезић, економиста Сретен Сокић, филозоф и теолог Павле Бубања, правник Вељко Губерина, психолог Миклош Биро, филозоф Светислав Јарић и економиста Томислав Бандин.
- Одељење историјских наука: за дописног члана предложен је историчар Михаило Војводић.
- Одељење ликовне и музичке уметности: без подршке Одељења предложени су архитекта Милан Станојев и сликар Реља Костић.

Од кандидата предложених за чланове ван радног састава нису изабрани из Одељења ликовне и музичке уметности сликари Ђорђе Петровић и Милорад Ћоровић које су предложиле институције ван Академије и који су бирани без подршке Одељења.
Од кандидата предложених за иностране чланове сви су изабрани.
Уобичајено је највише кандидата предложено за дописне чланове у Одељењу медицинских наука од којих велика већина није имала подршку Одељења и није изабрана. Најмање чланова је изабрано у Одељење друштвених наука, само један инострани члан.